# 馬魯安采特拉
馬魯安采特拉是馬達加斯加圖阿馬西納省的小鎮，位於安通吉爾灣，座標15°26′S 49°45′E / 15.433°S 49.750°E，是前往曼加貝島和馬蘇阿拉國家公園的主要必經之地。

## 外部連結
- （法文） Maroantsetra.com